# Pilíře země
Pilíře země (ang. The Pillars of the Earth) je historický román Kena Folletta z roku 1989. Kniha vypráví příběh o stavbě monumentální katedrály ve smyšleném městě Kingsbridge na jihu Anglie. Příběh se odehrává ve dvanáctém století, především v období občanské války po smrti krále Jindřicha I. Hlavním tématem knihy je stavba katedrály, vedlejším tématem pak boj o vládu v Anglii. Před vydáním románu byl Ken Follett známý především jako spisovatel thrillerů. Román byl přijat s velkým nadšením a stal se jeho nejprodávanější knihou. Na základě románu byla natočena televizní minisérie, ve které hráli mimo jiné Ian McShane, Rufus Sewell, Matthew Macfadyen a Alison Pill. V říjnu roku 2007 byl vydán volně navazující historický román nazvaný Na věky věků.
Na motivy románu byla vydána stejnojmenná desková hra.